# Charlotte Greenwood

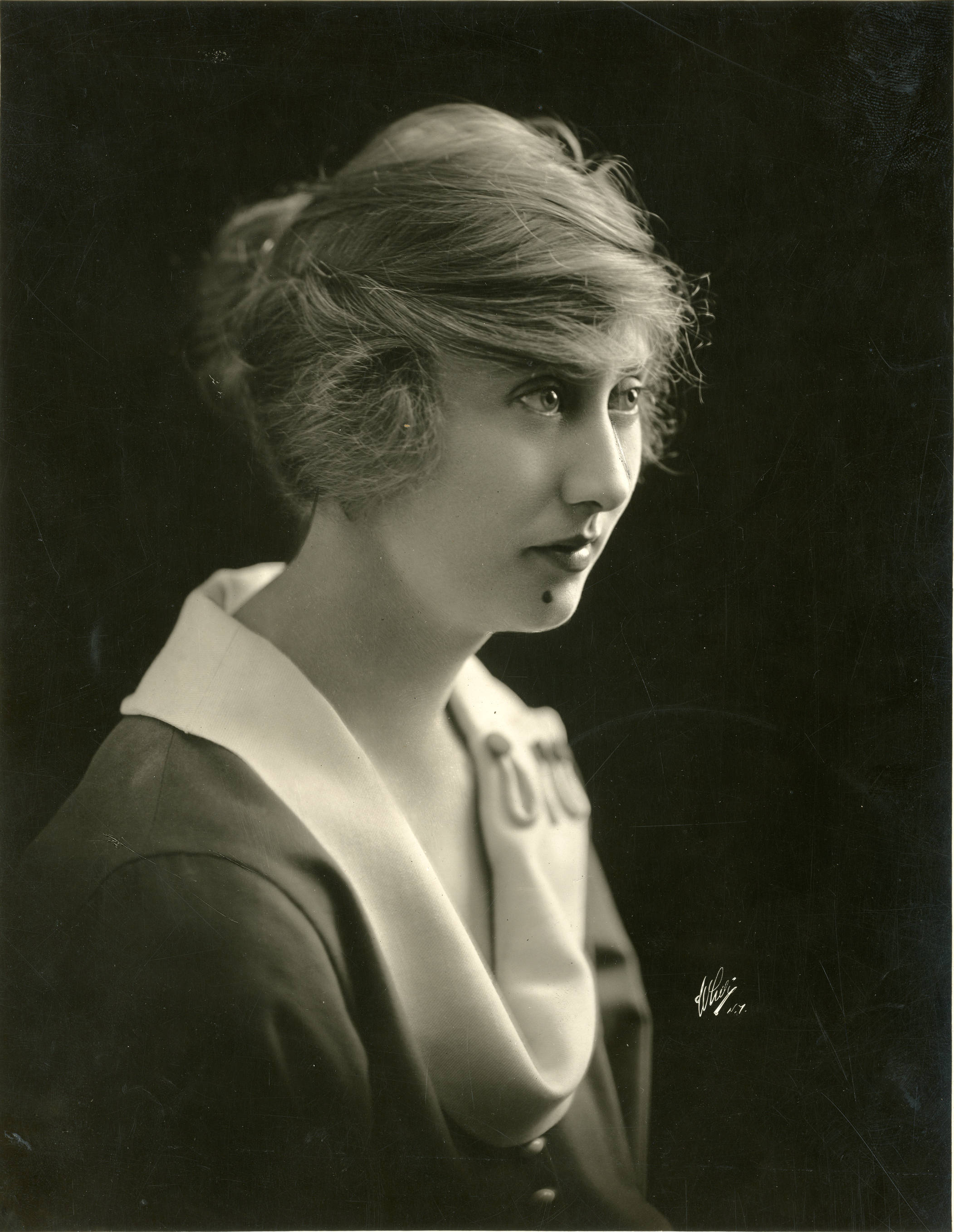
Charlotte Greenwood (1919)

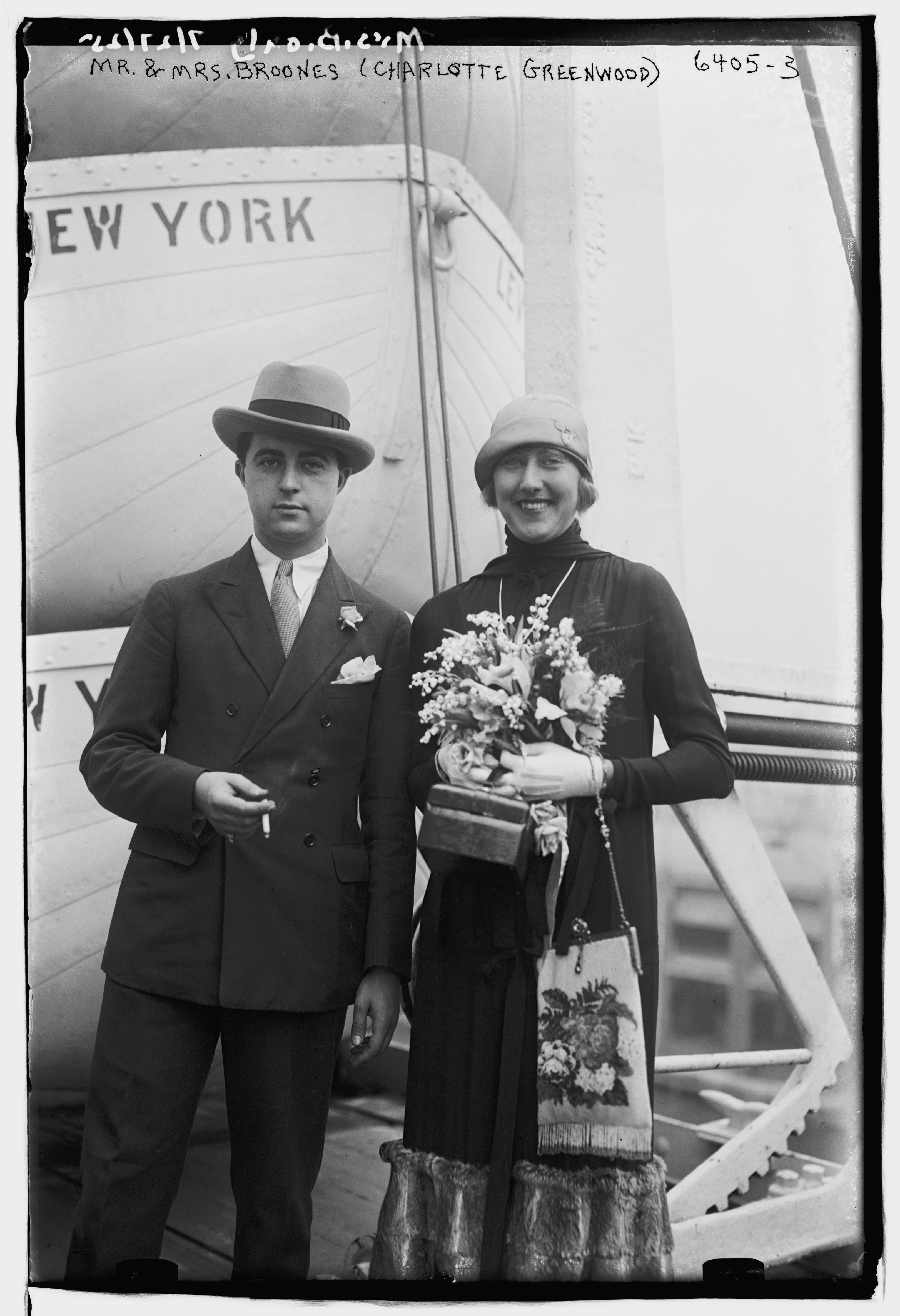
Charlotte Greenwood und ihr Ehmann Martin Broones, 1925

Charlotte Greenwood (* 25. Juni 1890 in Philadelphia, Pennsylvania; † 28. Dezember 1977 in Los Angeles, Kalifornien) war eine US-amerikanische Schauspielerin und Tänzerin.

## Leben

### Theater
Greenwoods Vater verließ die Familie früh, wonach sich ihre Mutter als Hotelier durchschlagen musste. Sie verließ die Schule im Alter von 15 Jahren und erhielt kurz darauf ihr erstes Engagement als Chormädchen am New Yorker Theater. Sie trat in den folgenden Jahren mit ihrer Schauspielkollegin Eunice Burnham als Komikerduo im Vaudeville auf, später auch in Musicals und Komödien. 
Aufgrund ihrer damals für eine Frau außergewöhnlichen Größe von rund 1,80 Metern, mit der sie viele männliche Mitschauspieler überragte, war sie stets eher auf komische Figuren und Charakterrollen beschränkt. Eher zufällig vollführte Greenwood eines Abends auf der Bühne eine Beinbewegung in die Höhe, die zu ihrem Markenzeichen wurde: ihren side kick, bei dem sie ihre Beine bis über ihren Kopf anhob, vollführte sie später in zahlreichen Bühnenshows und Filmen.
Am Broadway spielte sie in über einem Dutzend Produktionen, teils in Hauptrollen, so zwischen 1916 und 1917 in der Titelrolle von So Long Letty – diese Darstellung brachte ihr besondere Popularität ein. 1950 spielte Greenwood ihre letzte Broadway-Rolle, und zugleich eine ihrer bekanntesten Bühnenrollen, als Juno in der Originalproduktion von Cole Porters Musical Out of This World. Als gläubige Christin und Anhängerin der Christlichen Wissenschaft hatte sie anfangs mit der Annahme der Rolle gezögert, da sie das Musical teils anstößig fand.

### Film
Greenwood gab bereits 1915 ihr Filmdebüt, stand aber nur sporadisch vor der Kamera. In der frühen Tonfilmzeit arbeitete sie häufiger in Hollywood und war populär, was sich unter anderem darin niederschlug, dass sie 1931 drei ihrer vier Photoplay Awards als beste Darstellerin des Monats gewann. In dem Film So Long Letty wiederholte sie 1929 ihre erfolgreiche Bühnenrolle als witzelnde Hotelangestellte Letty. 1931 trat sie als Partnerin von Buster Keaton in der Komödie Casanova wider Willen auf. Nach 1933 drehte sie allerdings für sieben Jahre keinen weiteren Film mehr.
In der Zeit des Zweiten Weltkrieges kehrte sie ins Filmgeschäft zurück. Dabei erhielt sie markante Nebenrollen in einer Reihe von Musicalkomödien bei 20th Century Fox, in denen sie Stars wie Shirley Temple, Carmen Miranda, Alice Faye, Betty Grable oder Don Ameche mitunter die Show stahl. Wie bereits in ihren Theaterauftritten machte sie dabei oft exzentrische Tanzeinlagen.
Ihre letzte bedeutende Filmrolle spielte sie 1955 als Tante Eller in Oklahoma!, der Verfilmung des gleichnamigen Musicals von Rodgers und Hammerstein. Die beiden hatten ihr die Rolle bereits 1943 bei der Entstehung des Musicals auf den Leib geschrieben, damals hatte sie aber aufgrund ihres Vertrages bei 20th Century Fox nicht zusagen können. 1961 stand sie letztmalig vor der Kamera, für eine Gastrolle in der Serie The Best of the Post.

### Radio

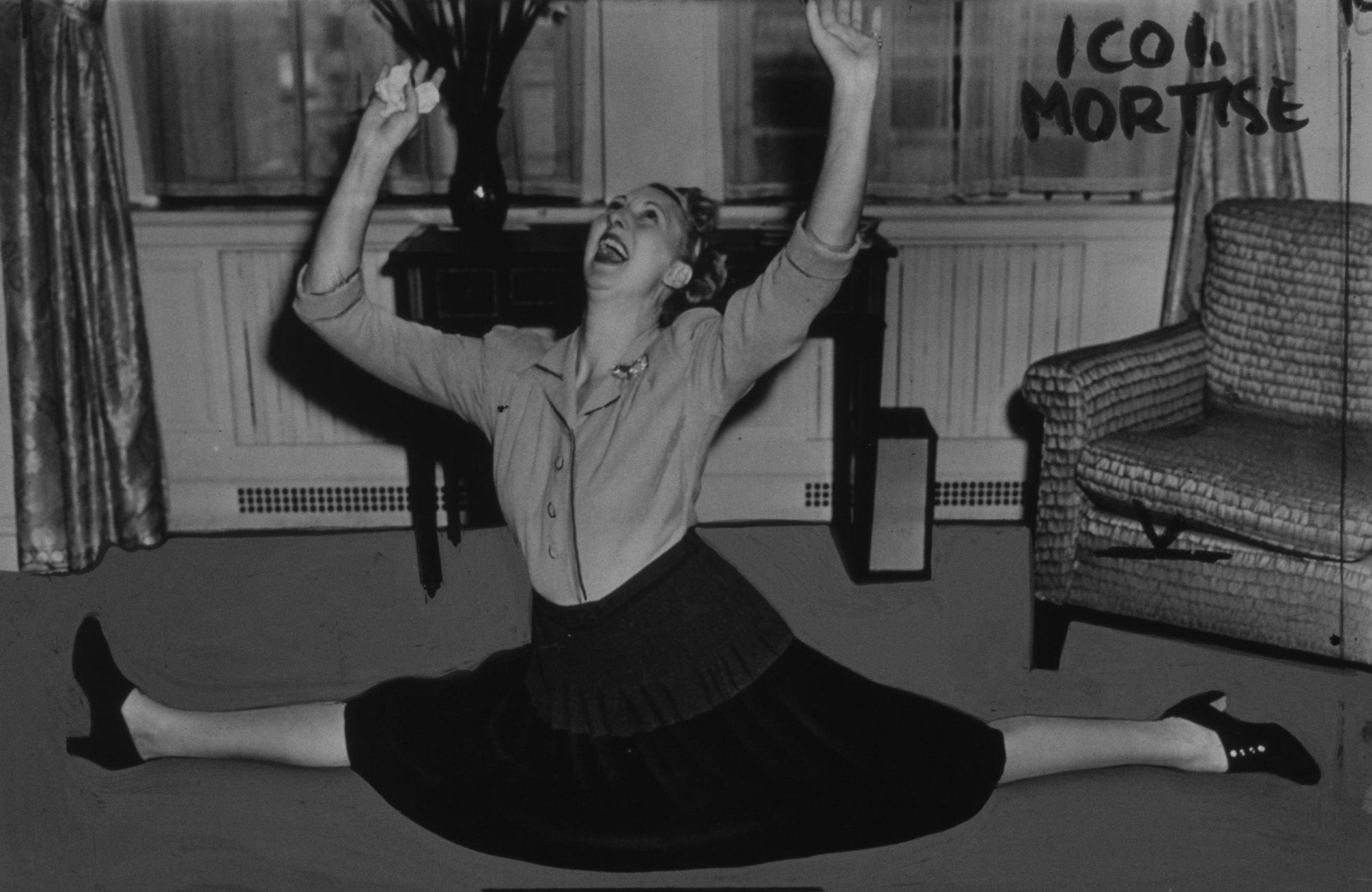
Charlotte Greenwood (1940)

Zwischen 1944 und 1946 hatte Greenwood im amerikanischen Radio mit der The Charlotte Greenwood Show ihre eigene Radio-Sitcom, zunächst bei NBC, später bei American Broadcasting Company. Radio war zu dieser Zeit ein Massenmedium und zog oftmals ein Millionenpublikum an.

### Privates und Nachleben
Greenwood war von 1915 bis 1922 mit Cyril Ring verheiratet. Ihre zweite Ehe führte sie von 1924 bis zu dessen Tod 1971 mit dem Songwriter und Komponisten Martin Joseph Broons. Sie starb Ende 1977 im Alter von 87 Jahren, und aufgrund ihres langjährigen Rückzugs aus dem Showgeschäft dauerte es Monate, bis ihr Tod vermeldet wurde.
An Greenwood erinnert ein Stern auf dem Hollywood Walk of Fame in der Kategorie Radio. 2007 veröffentlichte der Autor Grant Hayter-Menzies eine Biografie über die Schauspielerin, wobei er ihre bis heute unpublizierte Autobiografie einsah und sie als Material für sein Buch verwendete.

## Filmografie
- 1915: Jane
- 1916: Miss George Washington
- 1918: Stepping Some (Kurzfilm)
- 1928: Rasch, ein Baby! (Baby Mine)
- 1929: So Long Letty
- 1930: Love Your Neighbor (Kurzfilm)
- 1931: Girls Will Be Boys (Kurzfilm)
- 1931: Casanova wider Willen (Parlor, Bedroom and Bath)
- 1931: Stepping Out
- 1931: The Man in Possession
- 1931: Palmy Days
- 1931: Flying High
- 1931: The Christmas Party (Kurzfilm)
- 1932: Cheaters at Play
- 1933: Orders Is Orders
- 1940: Star Dust
- 1940: Young People
- 1940: Galopp ins Glück (Down Argentine Way)
- 1941: Tall, Dark and Handsome
- 1941: Allotria in Florida (Moon Over Miami)
- 1941: The Perfect Snob
- 1942: Springtime in the Rockies
- 1943: Dixie Dugan
- 1943: The Gang’s All Here
- 1944: Up in Mabel’s Room
- 1944: Zu Hause in Indiana (Home in Indiana)
- 1946: Wake Up and Dream
- 1947: Driftwood
- 1949: The Great Dan Patch
- 1949: Der Schlagerkönig (Oh, You Beautiful Doll)
- 1950: Verliebt, verlobt, verheiratet (Peggy)
- 1953: Die Wasserprinzessin (Dangerous When Wet)
- 1955: Oklahoma!
- 1956: Glory
- 1956: Das schwache Geschlecht (The Opposite Sex)
- 1961: The Best of the Post (Fernsehserie, Folge 1x25)